# Ulrichsberggemeinschaft

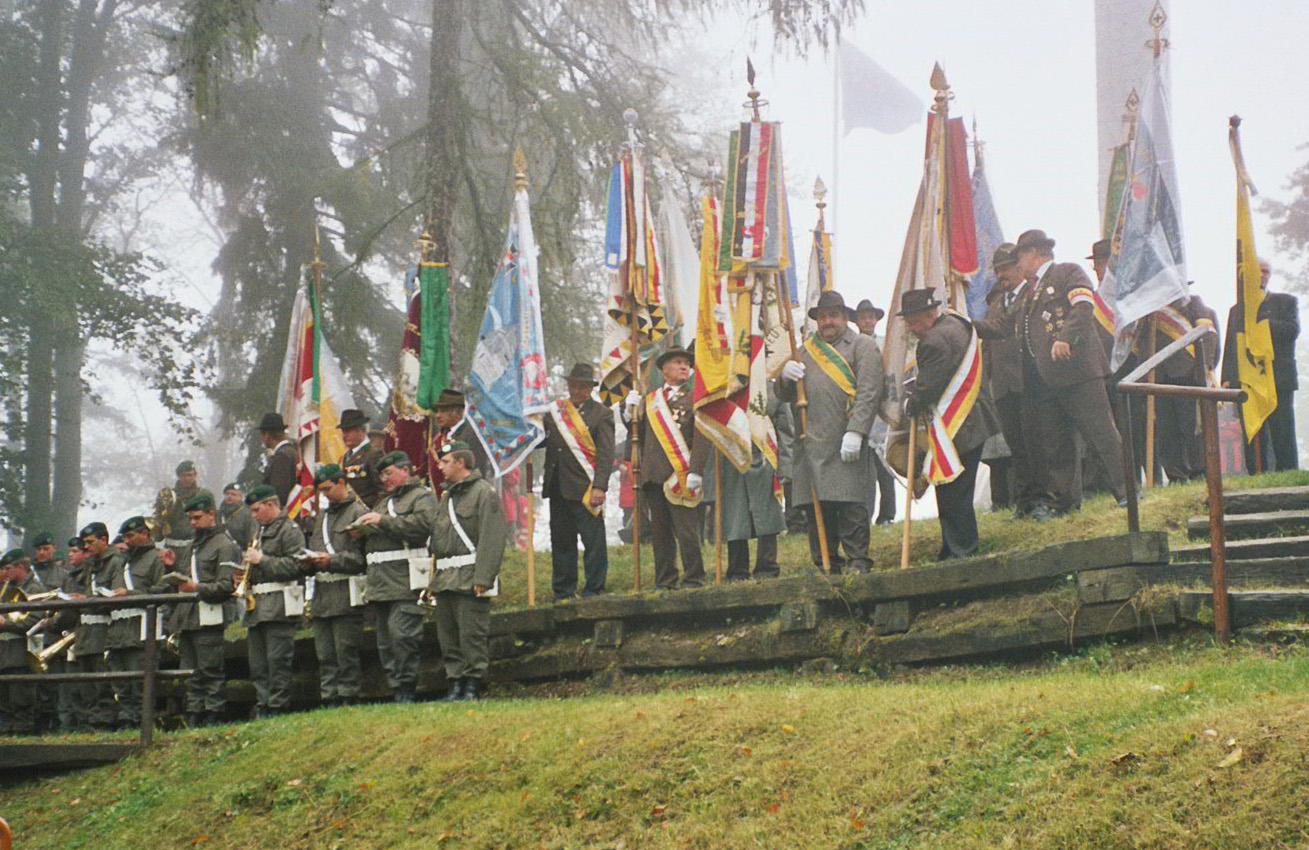
Traditions- und Veteranenverbände sowie Musiker des Bundesheeres beim Ulrichsbergtreffen 2006

Die Ulrichsberggemeinschaft (Heimkehrer- und Europagedenkstätte) ist ein rechtsextremer österreichischer Verein mit politischem Interesse, der nach dem Zweiten Weltkrieg gegründet wurde und sich nach dem Ulrichsberg in Kärnten benennt. Sie wird zu den Kärntner Traditionsverbänden gezählt. Motiv des Vereins ist die Pflege der Heimkehrergedenkstätte auf dem Ulrichsberg und in Klagenfurt sowie die Organisation eines jährlichen Treffens von Kriegsveteranen und Angehörigen. Letzteres ist gemeinhin als „Ulrichsbergtreffen“ bekannt geworden und Treffpunkt zahlreicher rechtsextremer neonazistischer Akteure aus dem In- und Ausland.

## Der Verein

Gedenktafel gefallener (Waffen-SS)-Soldaten am Ulrichsberg, Österreich aufgestellt 1984 von der Kameradschaft IV

Die Vereinigung wurde am 1. Juni 1953 gegründet und hat ihren Sitz in Klagenfurt. Ihr gehörten verschiedene Kärntner Politiker an, u. a. war der ehemalige Klagenfurter Bürgermeister Leopold Guggenberger (ÖVP) Präsident, dem der ehemalige Landeshauptmannstellvertreter Rudolf Gallob (SPÖ) folgte. Gallob trat allerdings 2009 zurück, da „die klare Vorgangsweise der Abgrenzung zu Extremismus“ gescheitert sei. Auch Ex-Bundesminister Herbert Haupt (BZÖ) und der Klagenfurter Bürgermeister Harald Scheucher (ÖVP), dessen Vater Blasius Scheucher als ehemaliger Gebirgsjäger Mitbegründer der Gemeinschaft war, unterstützen die Gemeinschaft als Mitglieder. Seit dem Jahr 2002 finanziert sich der Verein neben Mitgliedsbeiträgen und Spenden zu einem wesentlichen Anteil aus öffentlichen Zuwendungen des Landes Kärnten. Zwischen 2005 und 2012 wurde die Gemeinschaft mit 115.000 Euro vom Land Kärnten subventioniert. Diese Finanzhilfen werden laut Landesrat Wolfgang Waldner in Zukunft gekürzt. Zu einer völligen Abschaffung der Subventionen werde es laut Wallner kommen, wenn sich der UBG-Vorstand nicht hundertprozentig von rechtsradikalen Umtrieben distanziere.

## Ulrichsbergtreffen

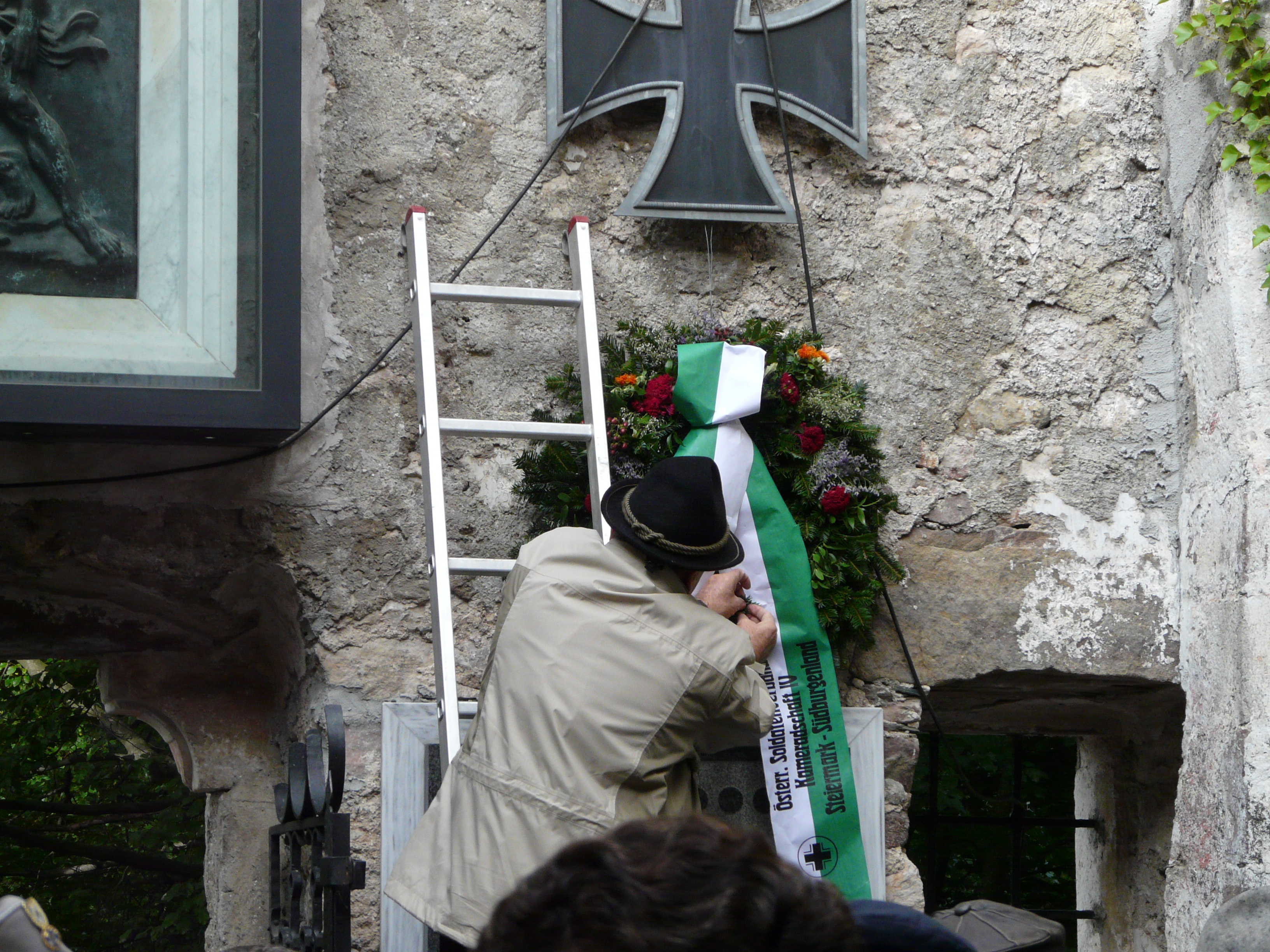
Kranzniederlegung des Kameradschaft IV-Landesverbandes Steiermark - Südburgenland im Rahmen des Ulrichsbergtreffens 2008

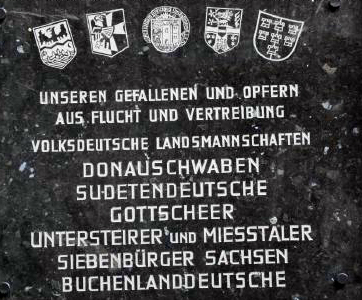
Gedenktafel der Volksdeutschen Landsmannschaften - den Opfern der Heimatvertriebenen gewidmet

Seit 1958 findet im Oktober auf der kleinen Wiese neben dem Kreuz eine Gedenkfeier für die Opfer beider Weltkriege und des Kärntner Abwehrkampfes statt. Die Feier gilt als Veranstaltung, an der auch rechtsextrem und neonazistisch Gesinnte teilnehmen. Sie wird vom österreichischen Verfassungsschutz beobachtet.
2009 sagte das österreichische Bundesheer unter Norbert Darabos seine logistische Unterstützung für das Treffen ab. Der Verteidigungsminister verhängte zudem ein Uniformverbot für die Veranstaltung. Darabos distanzierte sich von dem Veteranentreffen, da „das Ulrichsbergtreffen seit jeher einen rechtsextremen Anstrich hatte“. Infolgedessen, sowie aufgrund der politischen Kontroversen, wurde das Ulrichsbergtreffen 2009 nicht von der Ulrichsberggemeinschaft ausgerichtet. Die FPÖ Kärnten veranstaltete ein eigenes Ulrichsbergtreffen mit eigener Kranzniederlegung.   Auch BZÖ-Landeshauptmann Gerhard Dörfler distanzierte sich, da die Feier „politisch zu weit rechts“ stehe.
2010 fand das Treffen stattdessen auf dem Herzogstuhl statt, es kamen 400 Besucher. Etwa 100 Teilnehmer fanden sich laut Verfassungsschutz 2011 ein, als die Veranstaltung im Konzerthaus Klagenfurt stattfand.
Im Jahr 2012 fand das Treffen wieder am Ulrichsberg statt. Eine der Reden wurde von einem ehemaligen Mitglied der Waffen-SS Herbert Belschan von Mildenburg gehalten, was jedoch die Veranstalter im Vorfeld verneint hatten. Statt der erwarteten 1.000 nahmen lediglich etwa 300 Personen an dem Treffen teil.

## Politische Auftritte und Kontroversen
Bei einer aufsehenerregenden Rede sprach FPÖ-Landesobmann Jörg Haider 1995 den anwesenden ehemaligen Waffen-SS-Soldaten seinen Dank aus:

„Dass es in dieser regen Zeit, wo es noch anständige Menschen gibt, die einen Charakter haben und die auch bei größtem Gegenwind zu ihrer Überzeugung stehen und ihrer Überzeugung bis heute treu geblieben sind. […] Wir geben Geld für Terroristen, für gewalttätige Zeitungen, für arbeitsscheues Gesindel, und wir haben kein Geld für anständige Menschen.“

Jörg Haider prägte das öffentliche Bild vom Ulrichsberg durch seine Reden entscheidend mit.

„[…] es kann nicht so sein, dass die Geschichte unserer Eltern und Großeltern aufgrund absonderlicher Kommentierungen zu einem Verbrecheralbum gemacht wird und ihre Leistungen von der Geschichte mit Füßen getreten werden.“

Das Treffen der Ulrichsberggemeinschaft und die Teilnahme der drei großen Landtagsparteien FPÖ, SPÖ und ÖVP stieß zunehmend auf Kritik, weshalb in den letzten Jahren keine Vertreter von Landesregierung und Parteien mehr am Ulrichsberg auftraten. 2017 hielt der Kärntner Landtagsabgeordnete Martin Rutter nach Ende der offiziellen Veranstaltung eine Rede zum Thema „Migrationslüge“ (Titel: Abwehrkampf gegen die Migration und Migrationslüge).

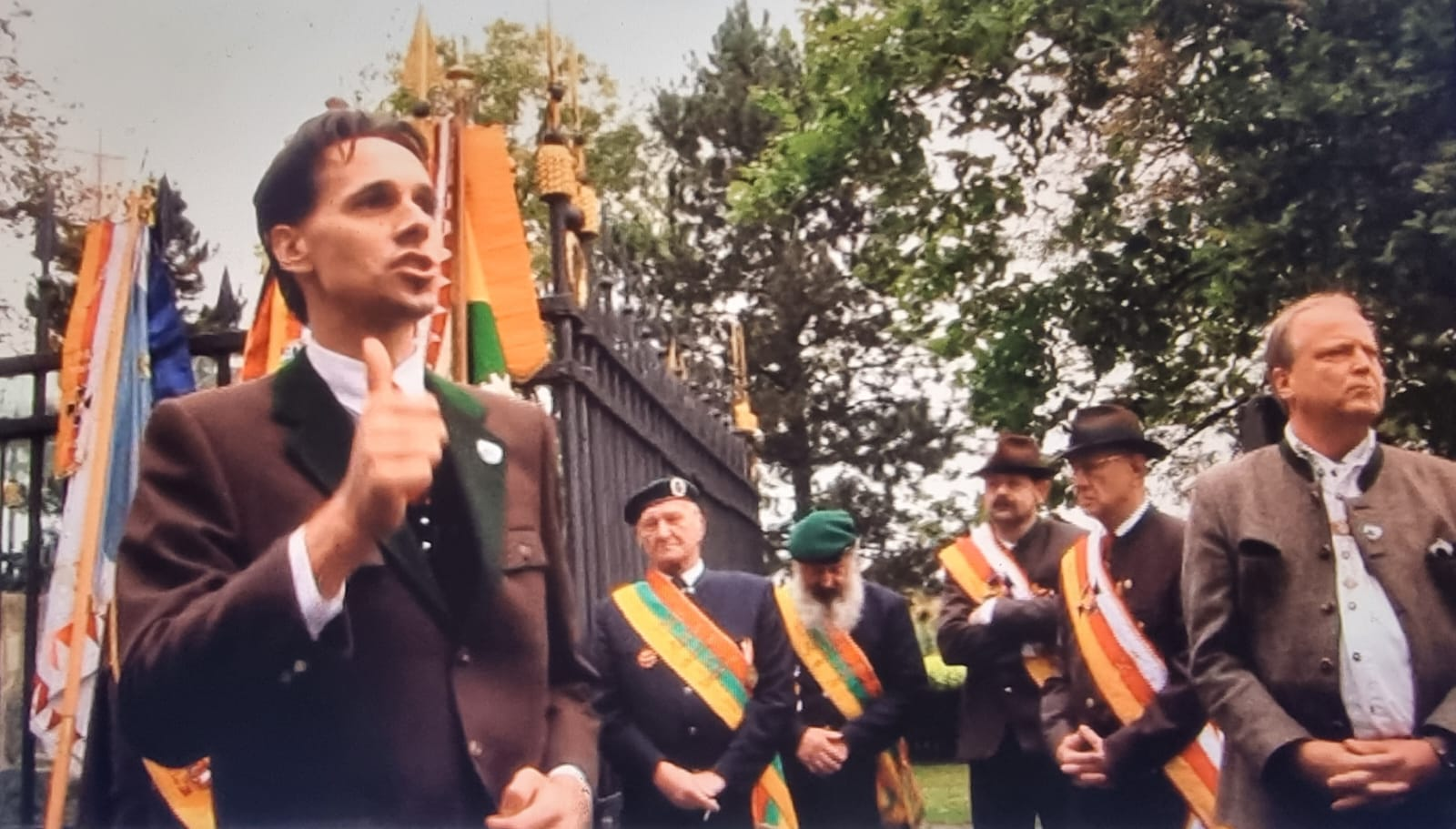
Martin Rutter spricht vor Mitgliedern der Ulrichsberggemeinschaft, des Kärntner Abwehrkämpferbundes und vor Veteranen der Waffen-SS

Auch in der jüngeren Geschichte des Ulrichsbergtreffens haben weitere Kärntner Abgeordnete für Kontroversen gesorgt. Der Abgeordnete des Kärntner Landtages Martin Rutter forderte beim Ulrichsbergtreffen 2017 nach Ende der offiziellen Veranstaltung einen politischen Abwehrkampf gegen die Migration, die „Migrationslüge“ und rief außerdem zu einem konsequenten „Abwehrkampf“ gegen die Europäische Union, die Medien und die politische Korrektheit auf. Die kontroverse Rede des Landtagsabgeordneten war durch eine Verquickung des historischen Kärntner Abwehrkampfs mit politischen Inhalten der Gegenwart geprägt. Er sprach dabei zahlreiche gängige Verschwörungstheorien an und unterstellte, dass keine wirkliche Demokratie im Land herrsche. Zuvor hatte seine offiziell angekündigte Rolle als Hauptredner des Treffens zu seinem Ausschluss aus dem Team Kärnten geführt.

„[…] Einen konsequenten Abwehrkampf gegen die Migration und Migrationslüge […] und wenn keine Meinungsvielfall herrscht – leben wir in keiner Meinungsfreiheit und auch in keiner wirklichen Demokratie.“

## Proteste gegen das Treffen

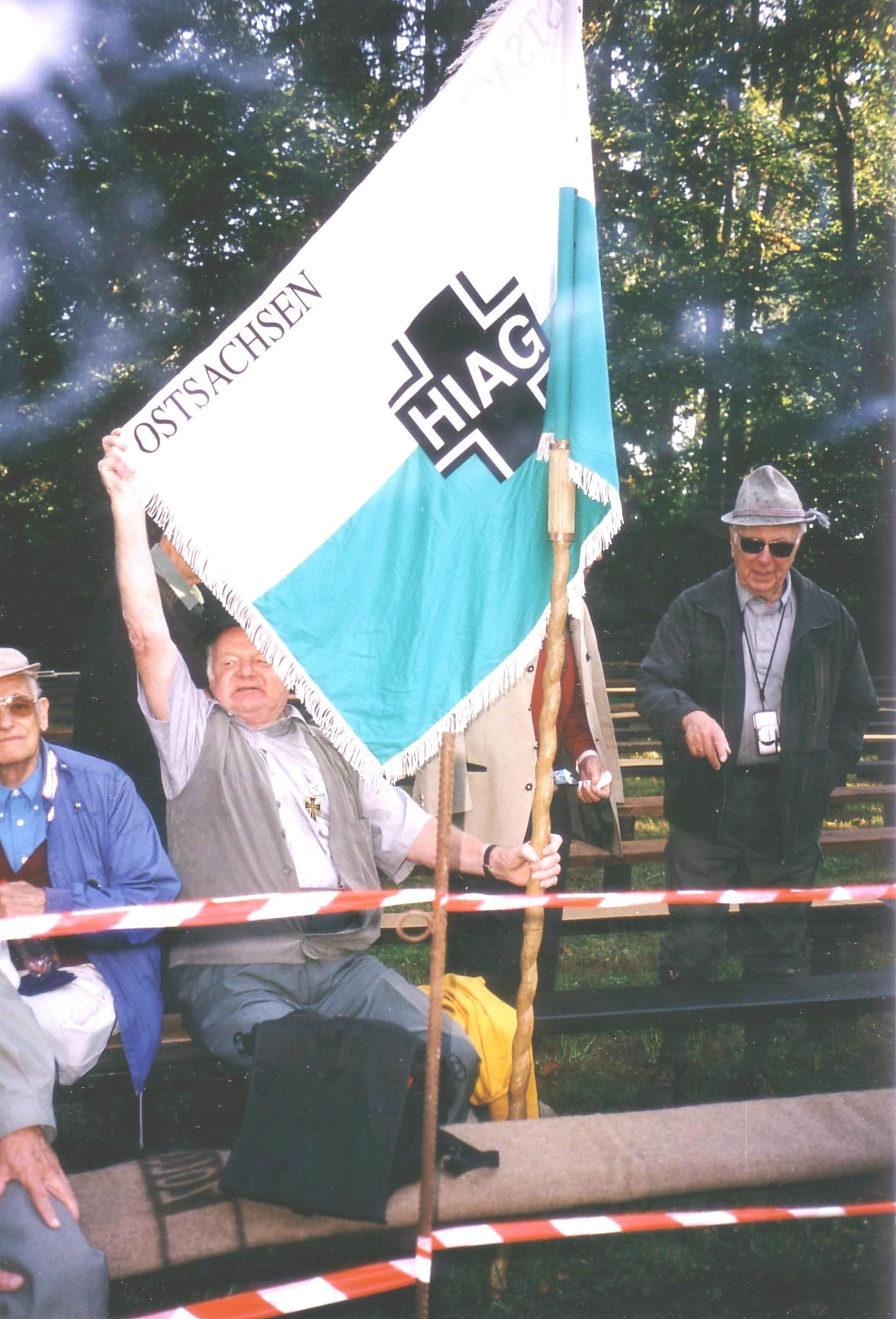
Traditionsträger „HIAG Ostsachsen“ im Rahmen des Ulrichsbergtreffens am Ulrichsberg 2003

In der Nacht auf den 17. August 1997 wurde die Gedenkstätte am Ulrichsberg beschmiert, und dort angebrachte Gedenktafeln zerstört. Zu der Aktion bekannte sich ein antifaschistisches „kommando z.a.l.a.“ In den letzten Jahren fanden zeitgleich zu den Ulrichsbergfeiern Gegenkundgebungen und Infopoints verschiedener Antifa-Organisationen statt, die auf ihrer Meinung nach geschichtsrevisionistischen Hintergründe dieser Gedenkkundgebung hinweisen. Diese wurden von Gruppierungen der Antifa-Szene Kärntens organisiert. Laut Verfassungsschutzbericht 2009 sollen ausländische Aktivisten – vor allem aus Deutschland – sich an den von Kärntner Gruppen organisierten Demonstrationen beteiligt haben. Bei den Gegenkundgebungen kam es 2008 auch zu Blockaden, Handgreiflichkeiten und Sachbeschädigungen. 2007 wurde bei Handgreiflichkeiten ein Funktionär der Ulrichsberggemeinschaft und ein Polizist verletzt.